# Middelburg
Middelburg – miasto, stolica prowincji Zelandia w południowo-zachodniej Holandii. Parafia mennonitów założona ok. 1535. Później została założona parafia reformowana walońska. Byłe miasto handlowe Holenderskiej Kompanii Wschodnioindyjskiej.

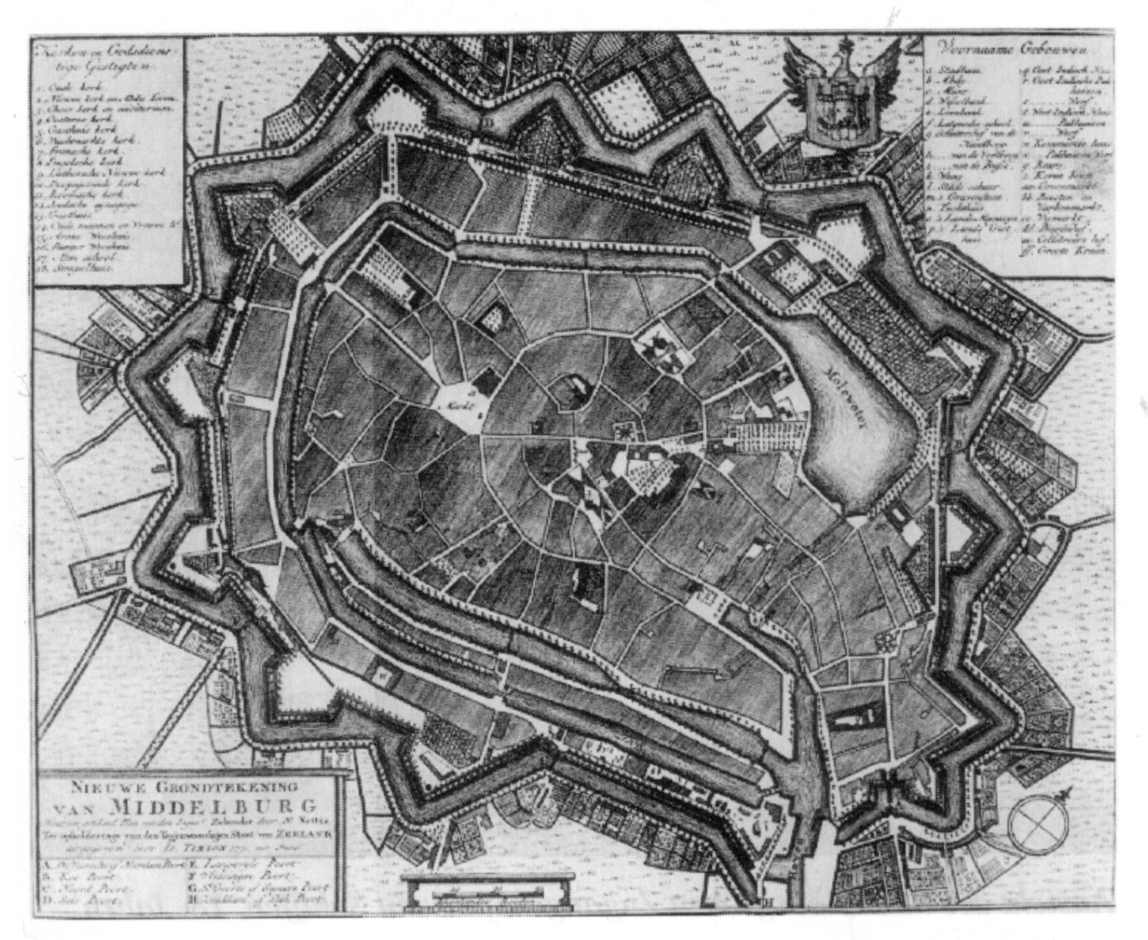
Plan miasta w XVIII w.

## Położenie geograficzne
Middelburg leży na północ od Vlissingen na półwyspie Walcheren. Oprócz miasta gmina obejmuje również miasta Arnemuiden, Kleverskerke, Sint Laurens i Nieuw-en Sint Joosland.

## Historia
O Middelburgu można mówić dopiero w IX w. Zamek schronienia, na którym opierało się późniejsze miasto, został zbudowany w latach 880–890, podobnie jak inne fortece w Zelandii, które później stały się małymi miastami (Oostburg, Oost-Souburg, Domburg i Burgh). Stąd też wzięła się nazwa miasta, gdyż znajdowało się ono w połowie drogi między Soeburgiem (Südburg) a Domburgiem. Dawało schronienie okolicznej ludności w związku z najazdami normańskimi, które w tym czasie pustoszyły kraj.
Około 1125 w Middelburgu powstał klasztor Matki Bożej. Obejmuje dwa kościoły, XIV-wieczny Koorkerk i XV-wieczny Nieuwe Kerk (Nowy Kościół). Symbolem miasta jest 85-metrowa wieża Koorkerk, która nosi nazwę Lange Jan. Dziś w budynkach opactwa mieści się administracja prowincji i „Muzeum Zeeuws”.
W 1217 Middelburg otrzymał prawa miejskie od hrabiego Willema I i hrabiny Johanny z Flandrii.
W XV w. ujście rzeki Sloe na wschód od miasta było nadal żeglowne, co pozwoliło Middelburgowi rozwinąć się w dobrze prosperujące miasto handlowe, a czasami było nawet najważniejsze po Amsterdamie.
Późnogotycki ratusz w centrum miasta, zbudowany w 1452, jest jednym z najważniejszych zabytków w całej Zelandii, a nawet w całej Holandii. W 1607 cech strzelecki wystawił swój okazały budynek Kloveniersdoelen.
W holenderskiej wojnie o niepodległość w 1572 Middelburg stanął po stronie królestwa hiszpańskiego. Cristóbal de Mondragón przeniósł się do Middelburga ze swoimi oddziałami, by bronić miasta. W 1573 Middelburg został otoczony przez wojska Wilhelma Orańskiego, po czym nastąpiło długie oblężenie. 21 lutego 1574 miasto i Cristóbal de Mondragón poddały się wraz z jego wojskami – dzięki ich dzielnej obronie na honorowych warunkach. W ten sposób Middelburg został włączony do Republiki Zjednoczonych Prowincji.
W latach 1579–1585 Johan van Rijswijk wyposażył miasto w nowy mur ze spiczastymi bastionami w najnowszej ówczesnej technologii. Ciek wodny Arne, który pełnił funkcję fosy miejskiej, został dostosowany do wymogów budowy twierdzy.
W 1608 Hans Lipperhey wynalazł tutaj lunetę.
Wraz z wojną angielsko-holenderską (1780-1784) Middelburg tracił na znaczeniu. Ponadto ryeka Sloe coraz bardziej się zamulała i dotarcie do portu stawało się coraz trudniejsze.
W 1815 przekopano nowy kanał w kierunku Veere.
W latach 1866–1873 zbudowano linię kolejową między Roosendaal i Vlissingen oraz przekopano kanał (Kanaal door Walcheren) łączący Veerse Meer w okolicy Veere z Middelburgiem i Vlissingen. Jednocześnie wybudowano ścieżkę holowniczą między Middelburgiem i Vlissingen. W 1878 miasto zostało podłączone do sieci kolejowej. Inwestycje te przyczyniły się do ożywienia gospodarczego Middelburga.
Podczas II wojny światowej Wehrmacht zaatakował kraje Beneluksu 10 maja 1940; była to pierwsza część zachodniej kampanii skierowanej przeciwko Francji. Po zbombardowaniu Rotterdamu 14 maja Holandia skapitulowała.
Na Zelandii, wyspie łatwej do obrony ze względu na swoje położenie i infrastrukturę militarną, wojska holenderskie i francuskie zignorowały to; walczyli dalej. Dopiero gdy niemieckie lotnictwo i francuska artyleria zbombardowały Middelburg 17 maja 1940, prawie całkowicie niszcząc centrum Middelburga, również skapitulowały.
Jesienią 1944 Middelburg poważnie ucierpiał w wyniku bombardowań zachodnich aliantów. Ponadto w październiku 1944 miasto było częściowo pod wodą (bombowce aliantów zachodnich celowo zbombardowały wały, aby zalać duże obszary). W trakcie bitwy o Skaldę między 2 października a 8 listopada 1944 1 Armia Kanadyjska zajęła Zelandię; 6 listopada oddziały kanadyjskie zdobyły Middelburg.
Z murowanych dekoracji późnogotyckiego ratusza ocalały jedynie figury hrabiów i hrabin Seeland, powstałe w 1458. Teraz są z powrotem na swoim pierwotnym miejscu na fasadzie zrekonstruowanego budynku. Dzisiejszy jednolity pejzaż miejski opiera się na zakrojonej na szeroką skalę rekonstrukcji zaplanowanej w latach powojennych.
Asteroida (346886) Middelburg nosi imię miasta od 2017 roku.
W Middelburgu znajduje się firma Eastman Chemicals Middelburg. Middelburg leży w obszarze dialektu flamandzkiego. W mieście znajduje się stacja kolejowa Middelburg
W mieście rozwinął się przemysł metalowy, meblarski, chemiczny oraz spożywczy.

## Turystyka
- Ratusz (1452)
- Opactwo Matki Bożej (Onze-Lieve-Vrouwe Abdij) (1127)
- Wieża „Lange Jan”
- Kościół wschodni (Oostkerk) (1648)
- Brama miejska z 1753 (Koepoort)
- Gasthuiskerk: późnogotycka kaplica dawnego szpitala św. Barbary (1493/94)

## Współpraca
Miejscowości partnerskie:
- Folkestone, Wielka Brytania
- Głogów, Polska
- Nagasaki, Japonia
- Simeria, Rumunia
- Teiuş, Rumunia
- Vilvoorde, Belgia

## Galeria

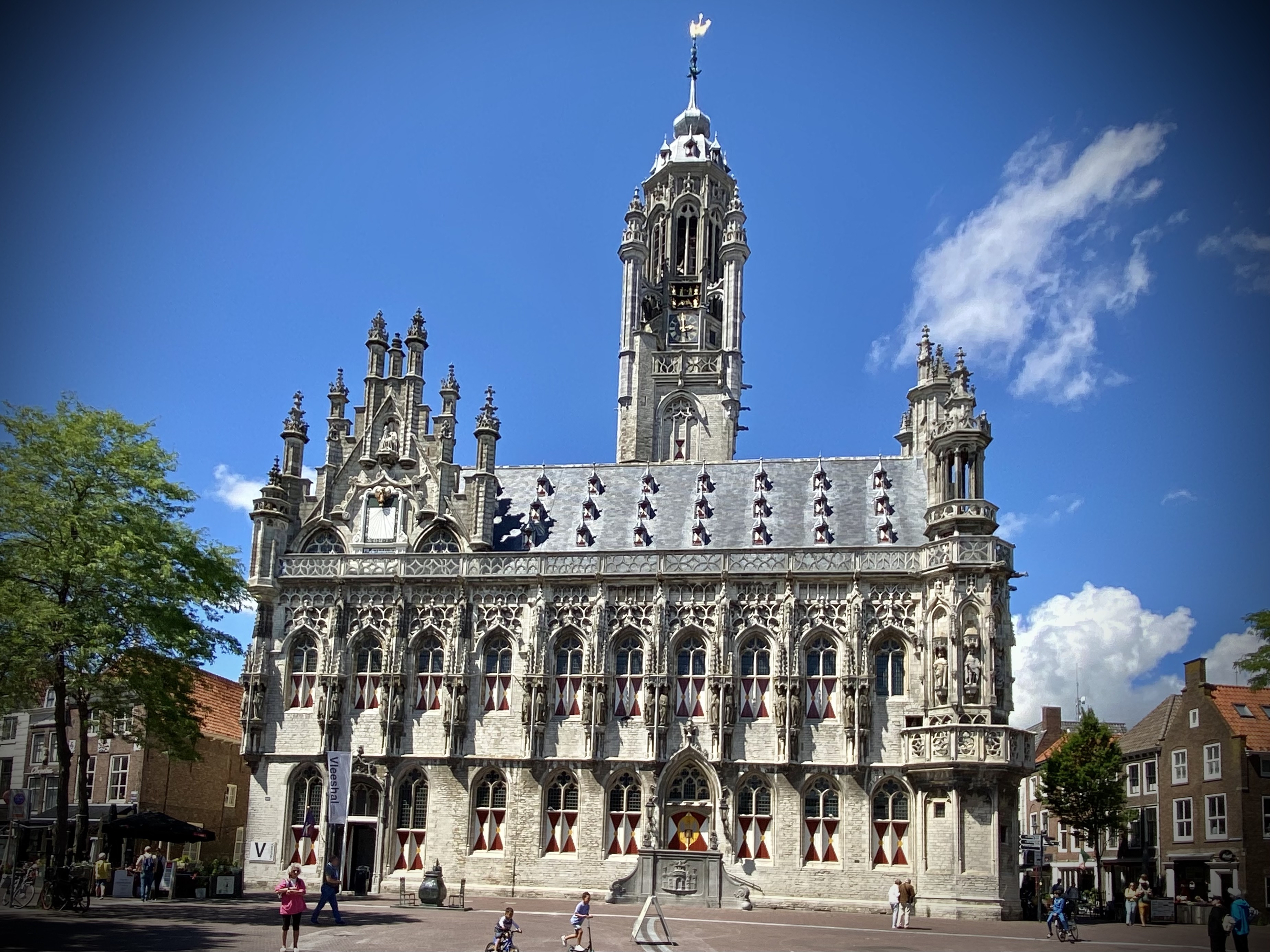
Ratusz (1452)
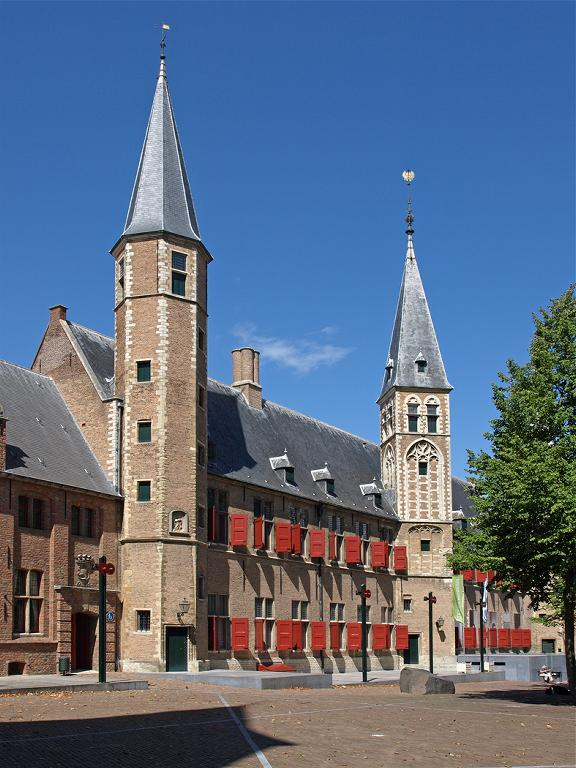
Opactwo Matki Bożej
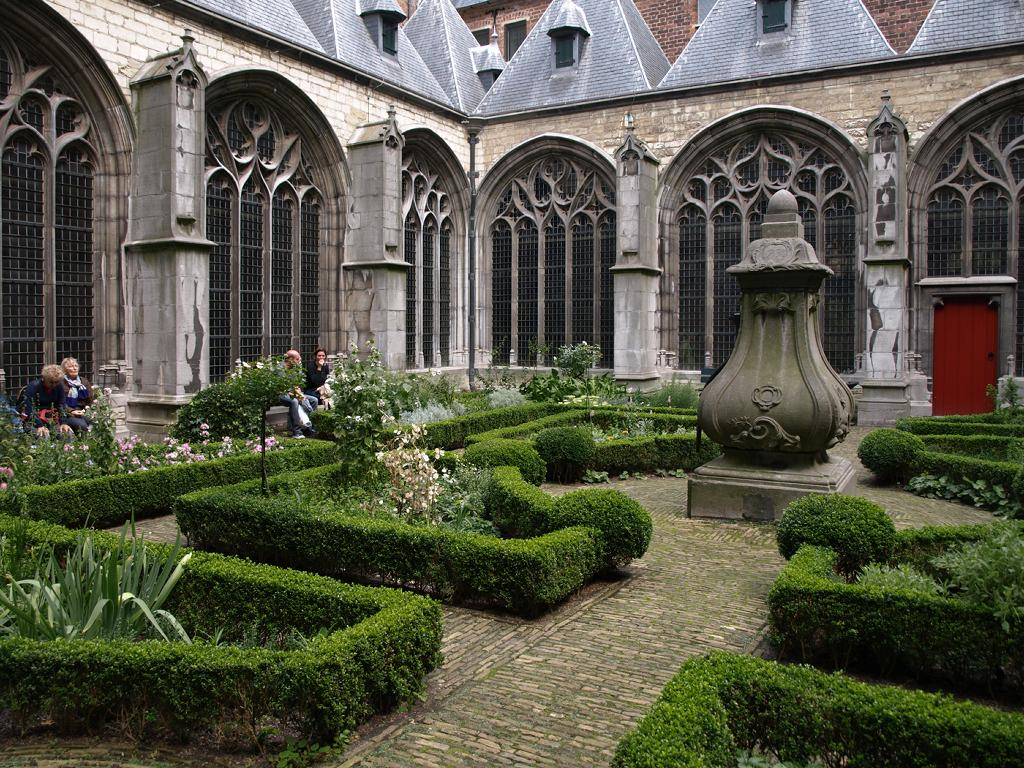
Wewnętrzny dziedziniec opactwa
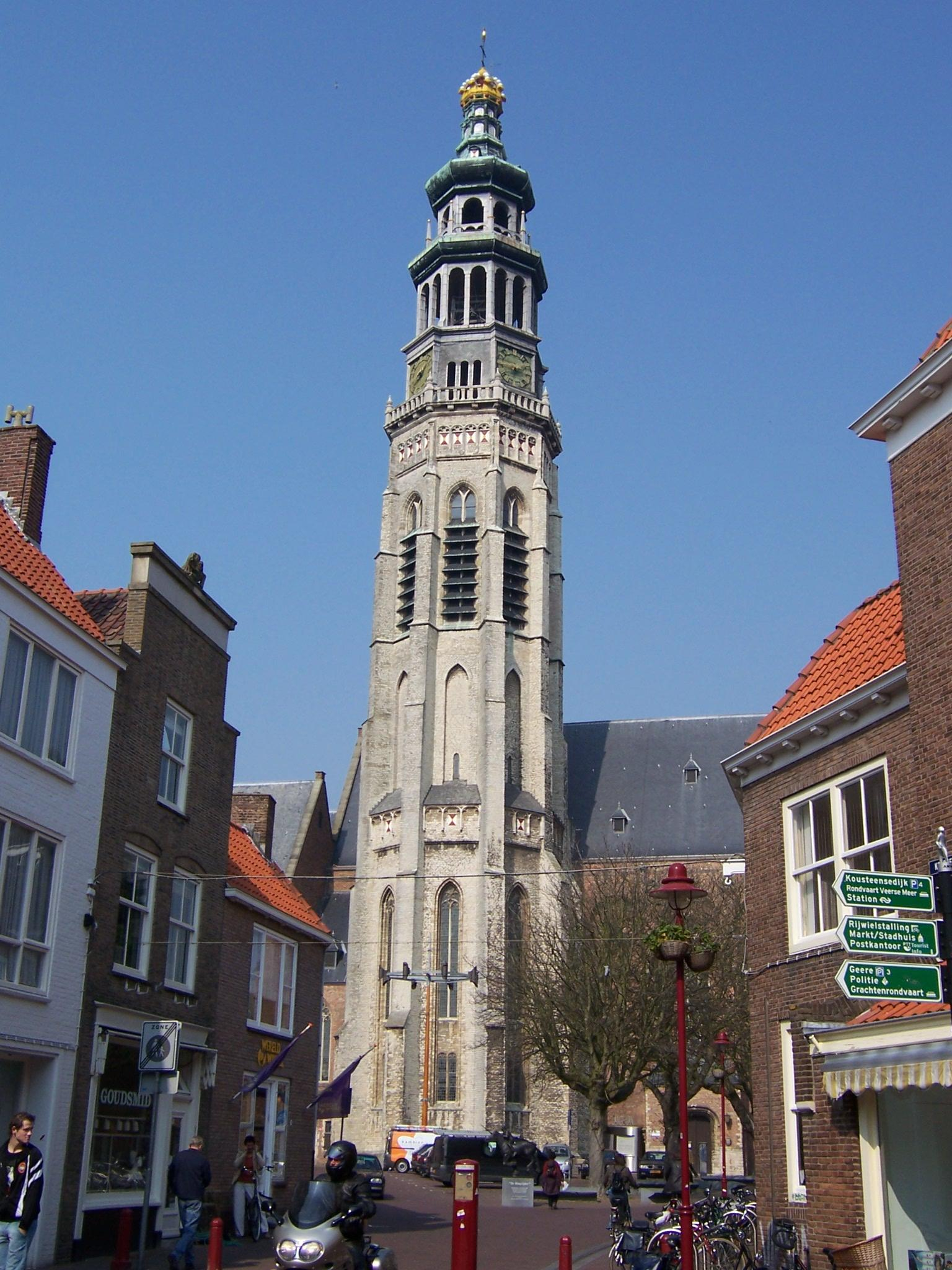
Wieża „Lange Jan”
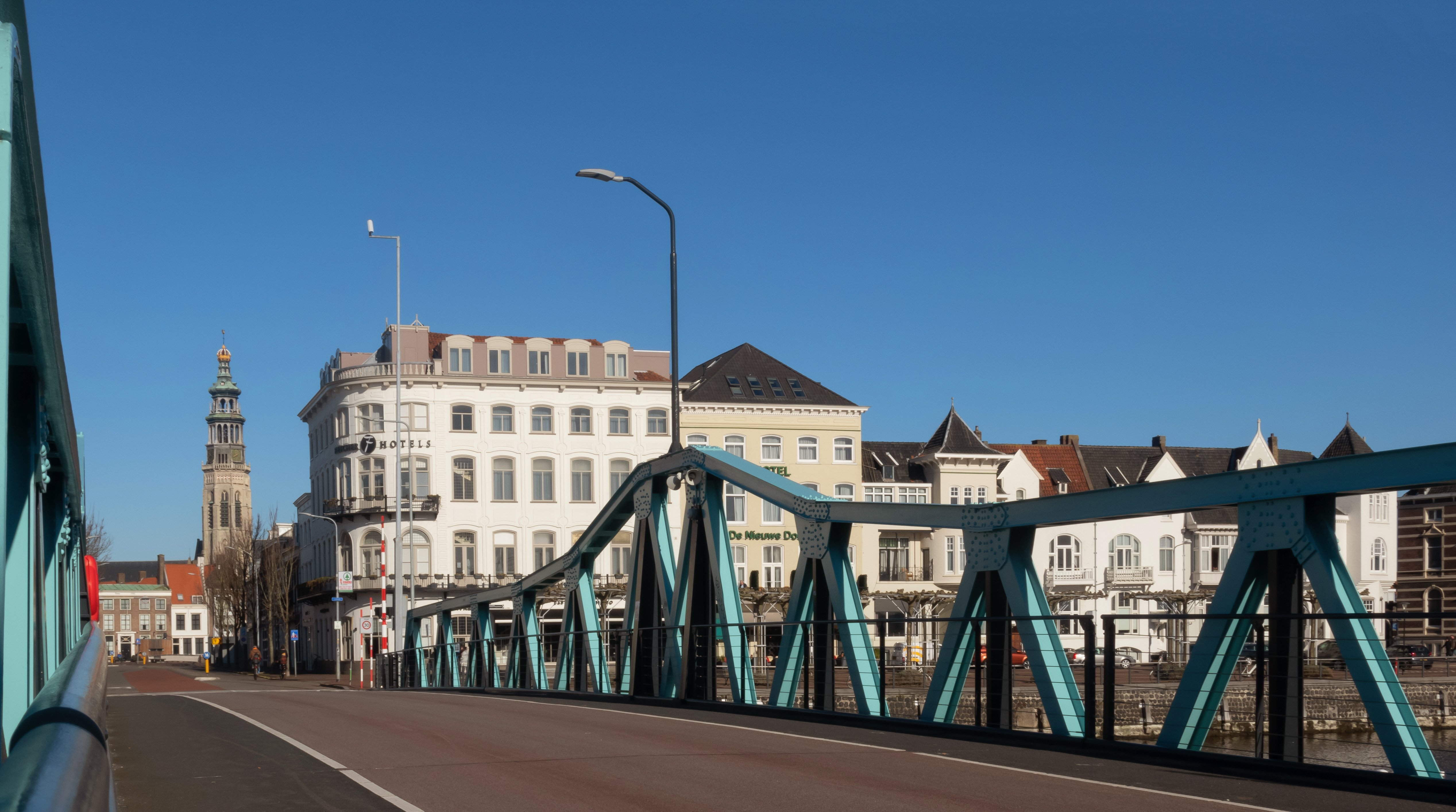
Widok na wieżę „Lange Jan” od strony dworca kolejowego
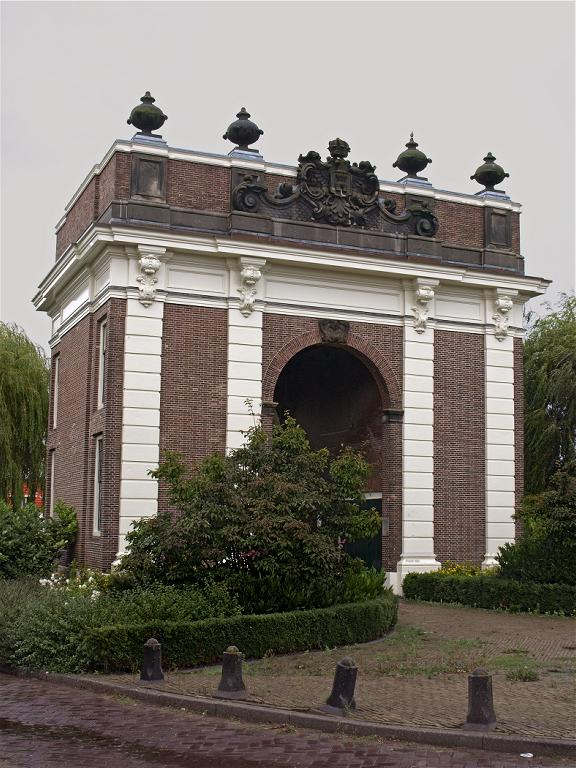
Brama miejska z 1753 (Koepoort)
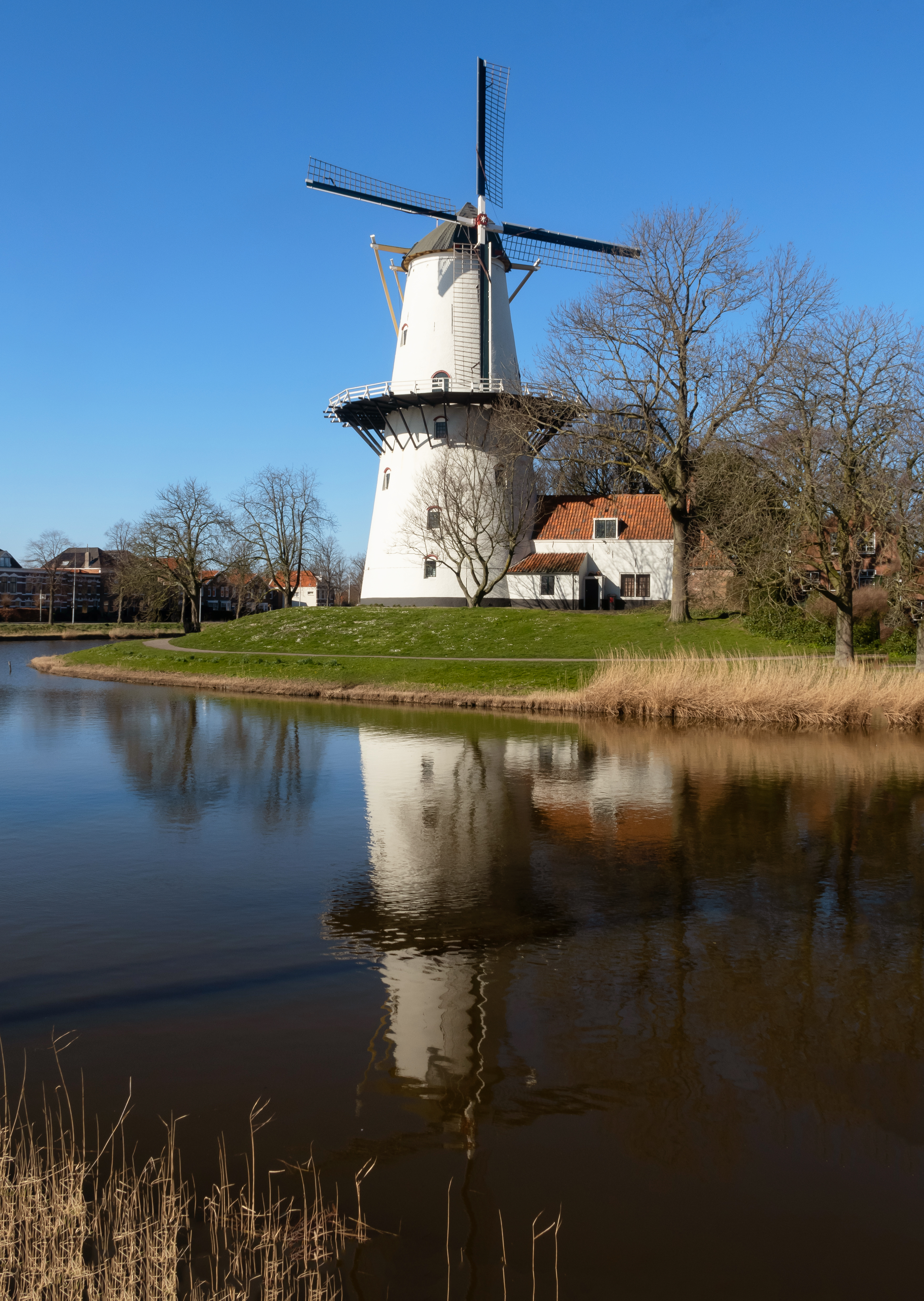
Wiatrak de Hoop
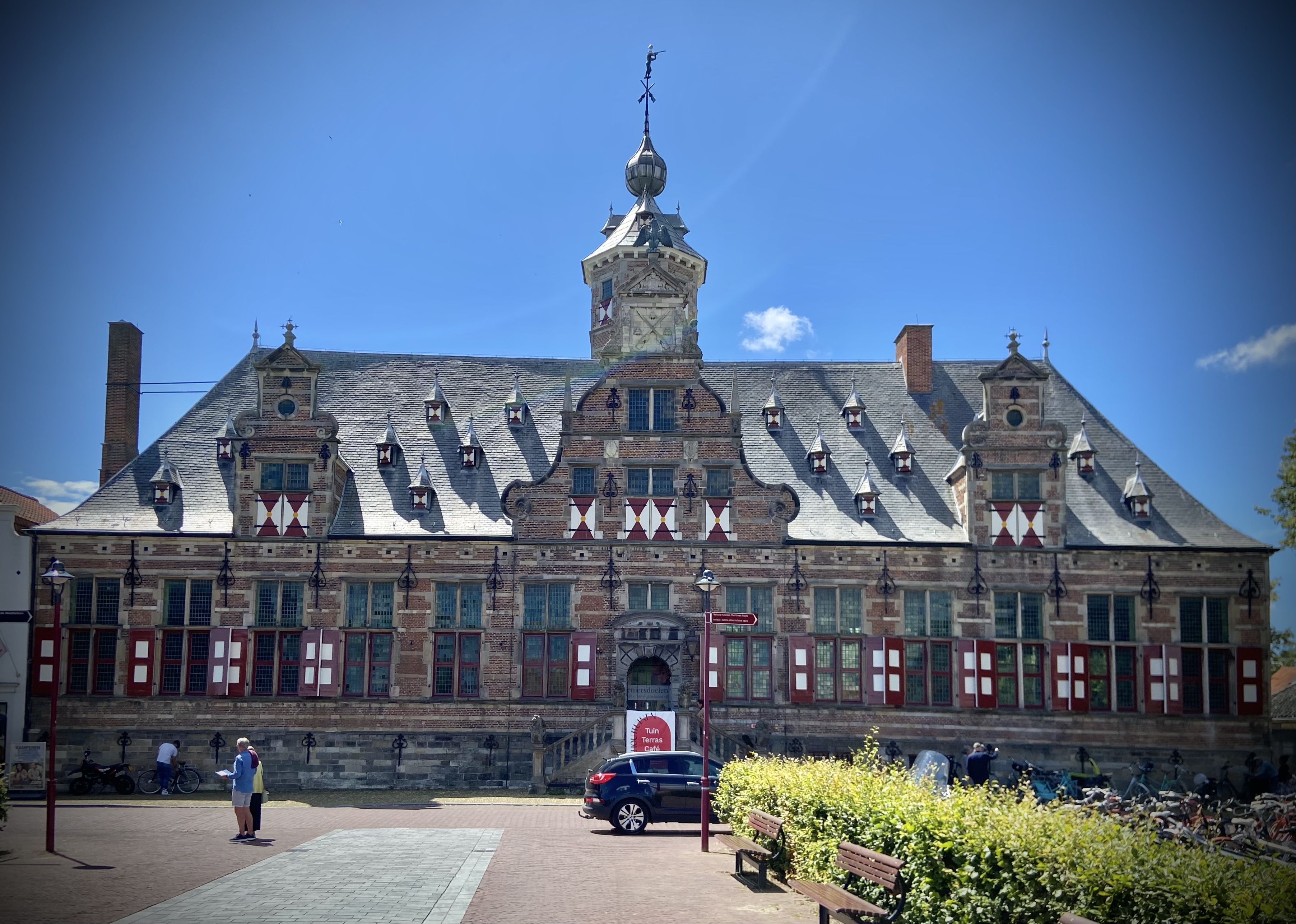
Middelburg Kloveniersdoelen
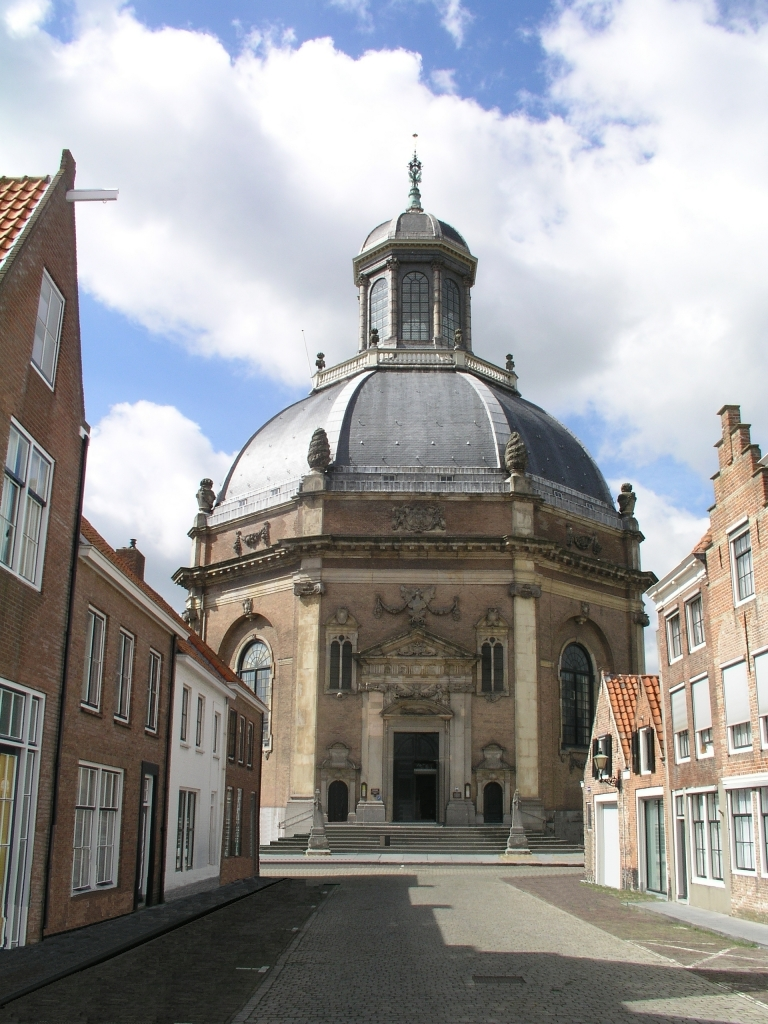
Kościół wschodni (Oostkerk) (1648)
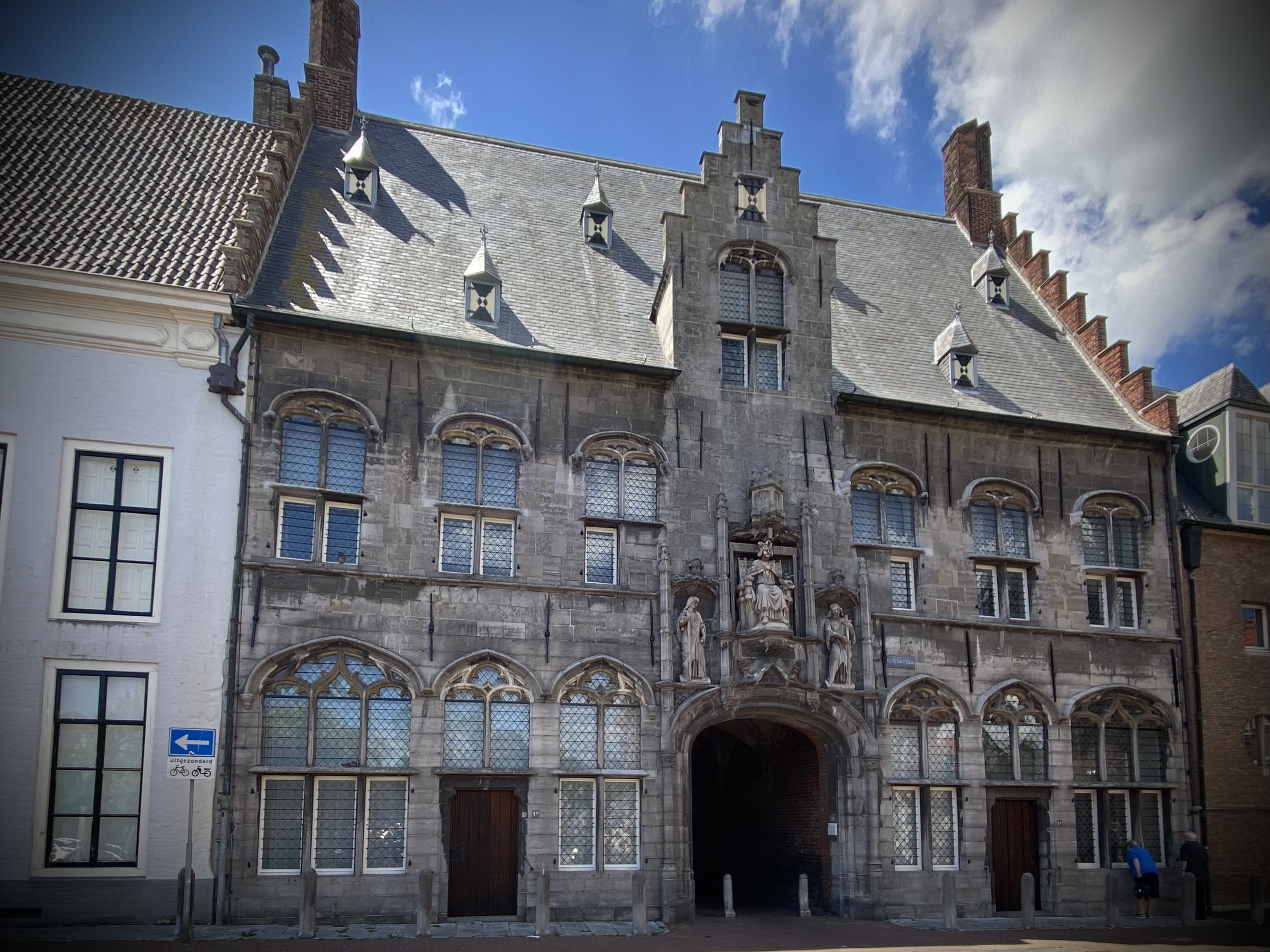
Niebieska brama (Gistpoort)
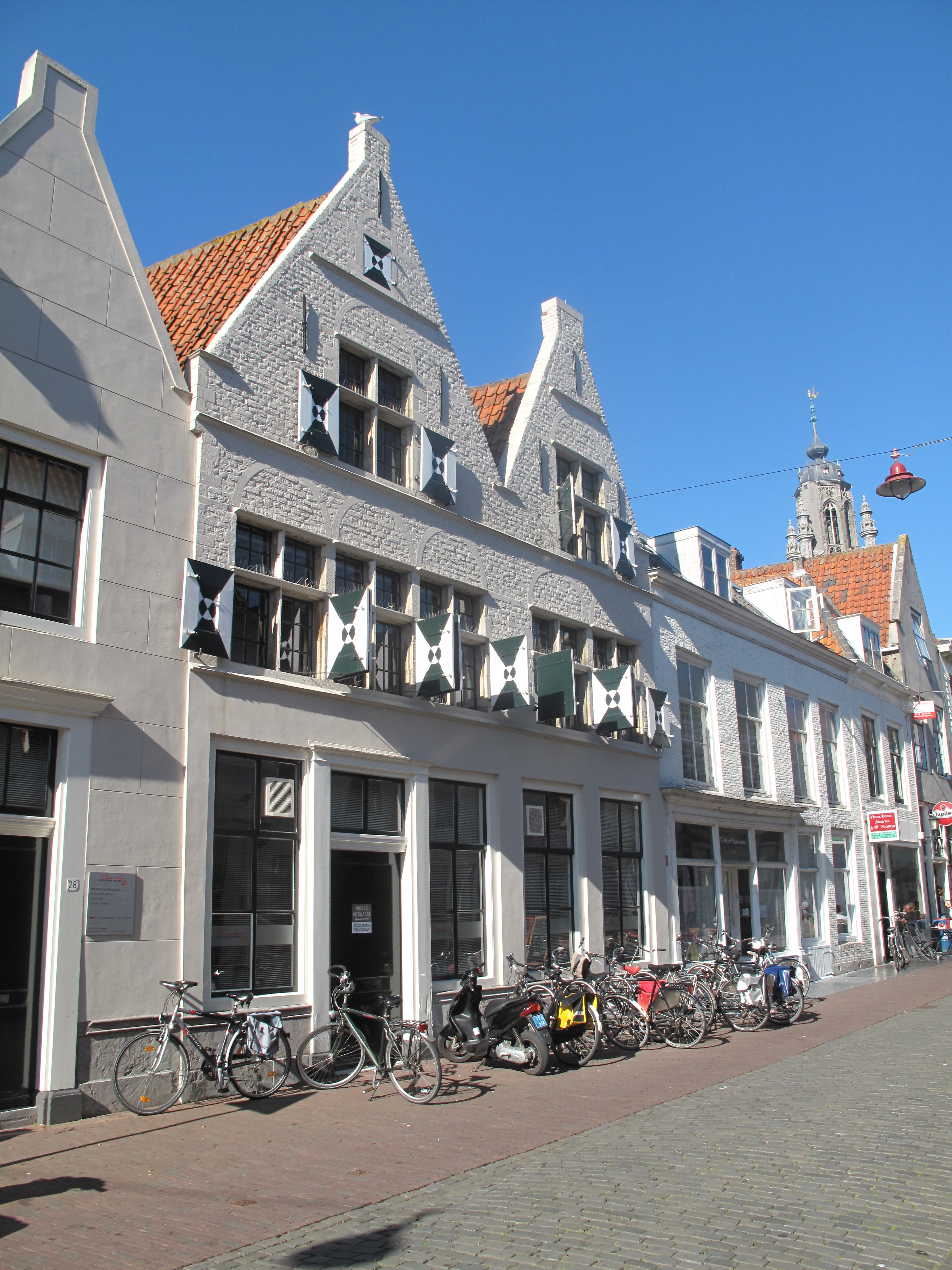
Lniany rynek (Vlasmarkt)